# Aimé Pache, peintre vaudois
Aimé Pache, peintre vaudois est un roman de Charles-Ferdinand Ramuz publié en 1910.

## Historique
Aimé Pache, peintre vaudois est un roman de Charles-Ferdinand Ramuz (1878 † 1947), publié du 1er octobre au 26 novembre 1910 dans La Revue hebdomadaire.
Tenté par l'autobiographie, dans Aimé Pache, peintre vaudois, Ramuz raconte l'histoire d'une vocation, celle d'un peintre et non celle de l'écrivain arrivant à Paris en 1900 pour un séjour d'une dizaine d'années.
En 1912, le Prix Rambert est décerné à Charles-Ferdinand Ramuz pour Aimé Pache, peintre vaudois et à Benjamin Vallotton pour La Moisson est grande.

## Résumé
Aimé Pache, un jeune vaudois de la campagne, après des études à Lausanne, décide de devenir peintre et part pour Paris. Après quatre années de doutes et tâtonnements, il revient au pays natal pour se réapproprier ses racines.

## Éditions en français
- Aimé Pache, peintre vaudois, publié en neuf livraisons par La Revue hebdomadaire du 1er octobre au 26 novembre 1910, à Paris
- Aimé Pache, peintre vaudois, volume publié en avril 1911 chez Fayard à Paris et chez Payot, à Lausanne.
- Aimé Pache, peintre vaudois, volume publié aux Éditions Plaisir de Lire en 1985.